# Newfane (New York)
Newfane est une ville du comté de Niagara, dans l'État de New York, aux États-Unis,. En 2010, elle comptait une population de 9 666 habitants.

## Démographie
Lors du recensement de 2010, la ville comptait une population de 9 666 habitants. Elle est estimée, en 2016, à 9 354 habitants.